# Kopenhagen Fur
Kopenhagen Fur er et dansk andelsejet pelsauktionshus, der tidligere hed Danske Pelsauktioner. Kopenhagen Fur drives af selskabet Kopenhagen Fur International A/S, der er ejet af Dansk Pelsdyravlerforening a.m.b.a. 
Pelshuset blev stiftet i 1930. Kopenhagen Fur var indtil den danske regerings nedlukning af minkerhvervet i Danmark verdens største pelsauktion med en markedsandel på 60%. De fleste skind der solgtes var fra mink og solgtes til Kina.
Den 12. november 2020 meddelte Kopenhagen Fur, som da havde 300 ansatte, at det over en periode på 2-3 år lukker pga. aflivning af alle mink i Danmark pga. fundet af en variant af SARS-CoV-2-virus i mink i Nordjylland. Den 6. juni 2024 solgte Konpenhagen Fur de sidste minkskind.